# Гилево (Новосибирская область)
Гилево — деревня в Искитимском районе Новосибирской области. Входит в состав Гилёвского сельсовета.

## География
Площадь деревни — 49 гектар

## Население
| 2002 | 2007 | 2010 |
| ---- | ---- | ---- |
| 159  | ↗165 | ↘108 |

## Инфраструктура
В деревне по данным на 2007 год функционируют 1 учреждение здравоохранения и 1 учреждение образования.